# Plancheíta
La plancheíta es un mineral de la clase de los inosilicatos, y dentro de esta pertenece al llamado “grupo de los piroxenos”. Fue descubierta en 1908 en una mina en Mindouli en el departamento de Pool (República del Congo), siendo nombrada así en honor de J. Planché, explotador francés que aportó a Lacroix los ejemplares con los que este pudo describir el nuevo mineral. La localidad tipo es la cantera Sanda, en Mindouli, República del Congo
Un sinónimo poco usado es el de katangaíta.

## Características físicas y químicas
Es un silicato de cobre, hidroxilado e hidratado, de doble cadena de tetraedros de sílice o grupo de los piroxenos. Es fácilmente confundible con la shattuckita (Cu5(SiO3)4(OH)2). Aparece como agregados botrioidales con estructura interna radiada, de color azul intenso. Ocasionalmente se encuentra como cristales aciculares, libres o incluidos en cuarzo.

## Formación y yacimientos
Es un mineral de aparición rara, que se puede formar como secundario en la zona de oxidación de los yacimientos de minerales del cobre. Suele encontrarse asociado a otros minerales secundarios como: crisocola, dioptasa, malaquita, conicalcita o tenorita. La mayoría de los yacimientos se encuentran en África, especialmente en la República Democrática del Congo y en Namibia. En México aparece en la mina Milpillas, en el municipio de Santa Cruz (Sonora). En España se encuentra en la mina Juanito, en Zufre (Huelva).